# Fred Waller
Frederic Waller va néixer a Brooklyn (NY) l'any 1886 i va morir el 18 de maig de 1954 a Long Island (NY), als 68 anys. Waller va ser un inventor i fotògraf americà conegut especialment per inventar el Cinerama, així com per la creació del Waller Gunnery Trainer i per les seves contribucions als efectes especials cinematogràfics dutes a terme mentre treballava a Paramount Pictures.

## Vida i obra

### Infància i joventut
Els mons de la fotografia i la invenció formaven part de la vida de Fred Waller des que era un nen, atès que el seu avi va ser conegut per dissenyar un gran nombre d'invents i el seu pare va ser probablement el primer fotògraf comercial de la ciutat de Nova York, realitzant catàlegs de fotografies per a comerciants.
Waller va patir pneunomia quan tenia tan sols 14 anys, de manera que es va veure obligat a abandonar els seus estudis i mai més va tornar a l'escola. A partir de llavors, el jove es va convertir en el seu propi professor a base de llegir llibres i revistes tècniques que el van ajudar a formar-se en l'àmbit de la física i la mecànica. Waller va començar a treballar pel seu pare a l'estudi fotogràfic, fet que va propiciar que, poc temps després d'iniciar-se en el món de la fotografia, inventés una enorme màquina que desenvolupava, imprimia i secava 1800 impressions per hora. A partir de llavors, Waller va posar en marxa la creació de nombrosos invents que va anar desenvolupant i perfeccionant al llarg de la seva vida i que van contribuir a convertir-lo en una figura essencial del panorama cinematogràfic.

### Maduresa
Temps després de la creació de la màquina impressora, un dels amics de Fred Waller va introduir-lo en el món de l'esquí aquàtic, i ben aviat l'inventor es va convertir en un entusiàstic d'aquest esport. Això va propiciar que l'any 1925, amb 39 anys, obtingués la primera patent per al disseny dels esquís aquàtics.
A la dècada del 1930 (1933-1937), va dirigir tota una sèrie de pel·lícules curtes per a Paramount Studios en les quals va aprofitar per experimentar en la recerca de l'àmbit fotogràfic i el dels efectes especials. Va ser precisament durant aquest període quan va començar a utilitzar òptiques gran angulars per tal d'aconseguir efectes que produïen una lleugera sensació tridimensional. Waller, que mostrava especial interés envers el món dels efectes especials cinematogràfics, va inicar-se en l'estudi de la vista i la percepció d'aquestes il·lusions visuals gràcies a les quals els espectadors tenien la possibilitat de presenciar escenes que no podien ser obtingudes a partir de mitjans corrents.
Més endavant, durant la Segona Guerra Mundial, Waller va inventar un simulador per a entrenar artillers aeris conegut com a Waller Gunnery Trainer. El simulador tenia la funció de servir com a pràctica i alhora com a mètode d'aprenentatge per a l'artilleria aèria utilitzada per les forces armades americanes. El funcionament de l'invent era senzill: consistia en una sala on hi havia una gran pantalla de forma esfèrica en la qual cinc projectors de pel·lícula reproduïen imatges d'atacs d'avions enemics. En aquesta atmosfera tridimensional realista, els artillers disposaven de la possibilitat d'experimentar de manera verosímil el que suposava atacar i ser atacat.
Un temps més tard, l'any 1952, va crear l'invent pel qual ha rebut més fama de tots: el Cinerama. Abans d'això, però, Waller ja havia dut a terme el desenvolupament del que seria el seu antecessor. La creació d'aquest primer prototip, anomenat Vitarama, es remunta al 1939, quan amb motiu de la World's Fair (Fira Mundial) de Nova York, l'arquitecte Alexander Walker va encarregar a l'inventor que dissenyés un tipus de tècniques de projecció que poguessin aplicar-se a pantalles corves. Anys després, amb la mateixa idea base que havia utilitzat per al desenvolupament del Waller Gunnery Trainer i amb els coneixements previs obtinguts sobre Vitarama, Fred Waller va aconseguir dur a terme la creació de Cinerama, el sistema fotogràfic darrere del qual requeria de tres càmeres de 35 mm que projectaven imatges sobre una àmplia pantalla corva. L'enginyer Hazard Buzz Reeves va aportar la inversió necessària per tal que el projecte tirés endavant i, finalment, el 1952 va ser possible projectar a Nova York el film This is Cinerama!, que introduïa el nou sistema als cinemes. El seu impacte va ser notori: es tractava d'un procés cinematogràfic revolucionari i mai abans vist que va canviar completament el cinema degut a l'experiència virtual tridimensional que oferia. El Cinerama va sorprendre al públic i va sacsejar la indústria. Així i tot, el nou format de pel·lícula ofert per Waller va ser problemàtic des d'un principi a causa principalment dels seus elevats costos, i és per això que va acabar sent reemplaçat pels projectors de 70mm.

## Premis
- Society of Motion Picture & Television Engineers Progress Medal (1953)[7]
- Academy of Motion Picture Arts and Sciences Scientific or Technical Award (1954)

## Patents
- U.S. Patent 1,559,390[Enllaç no actiu]: Aquaplà (arxivat Agost 22, 1925, emès 27 Octubre, 1925)
- U.S. Patent 2,125,365[Enllaç no actiu]: Anemòmetre (arxivat Desembre 29, 1936, emès Agost 2, 1938)
- U.S. Patent 2,164,791[Enllaç no actiu]: Aparell de sonorització (arxivat Maig 29, 1937, emès Juliol 4, 1939)
- U.S. Patent 2,273,074[Enllaç no actiu]: Pantalla per a la projecció d'imatges (arxivat Juny 14, 1938, emès Febrer 17, 1942)
- U.S. Patent 2,445,982[Enllaç no actiu]: Gunnery Training (arxivat Maig 20, 1944, emès Juliol 27, 1948)
- U.S. Patent 2,470,592[Enllaç no actiu]: Control per als Gunnery Training (arxivat Maig 20, 1944, emès Maig 17, 1949)
- U.S. Patent 2,454,238[Enllaç no actiu]: Aparells de visualització il·luminats elèctricament (arxivat Juliol 26, 1944, emès Novembre 16, 1948)
- U.S. Patent 2,487,620[Enllaç no actiu]: Desiccador (arxivat Març 8, 1946, emès Novembre 8, 1949)
- U.S. Patent 2,503,083[Enllaç no actiu]: Aparell per controlar visualitzacions d'imatges des de registres de so (arxivat Febrer 15, 1947, emès Abril 4, 1950)
- U.S. Patent 2,476,521[Enllaç no actiu]: Pantalla de projecció d'imatges (arxivat Setembre 22, 1947, emès Juliol 19, 1949)
- U.S. Patent 2,664,780[Enllaç no actiu]: Mètode de correcció fotogràfica d'imatges d'objectes (arxivat Febrer 4, 1948, emès Gener 5, 1954)
- U.S. Patent 2,583,030[Enllaç no actiu]: Correcció paral·lela per a càmeres multilens (arxivat Octubre 9, 1948, emès Gener 22, 1952)
- U.S. Patent 2,563,893[Enllaç no actiu]: Aparells per a subjectar i guiar una cadena de diapositives per a una visualització successiva (arxivat Novembre 17, 1948, emès Agost 14, 1951)
- U.S. Patent 2,682,722[Enllaç no actiu]: Enllaçat de diapositives de llanterna (arxivat Desembre 4, 1948, emès Juliol 6, 1954)
- U.S. Patent 2,664,781[Enllaç no actiu]: Aparells fotogràfics per a la correcció de negatius durant la impressió (arxivat Setembre 30, 1949, emès Gener 5, 1954)
- U.S. Patent 2,705,439[Enllaç no actiu]: Projector de diapositives amb magatzem inclinat i porta de diapositives (arxivat Febrer 20, 1951, emès Abril 5, 1955)